# Raúl Albiol
Artikeln följer den spanska namnseden; faderns efternamn är Albiol och moderns efternamn Tortajada.

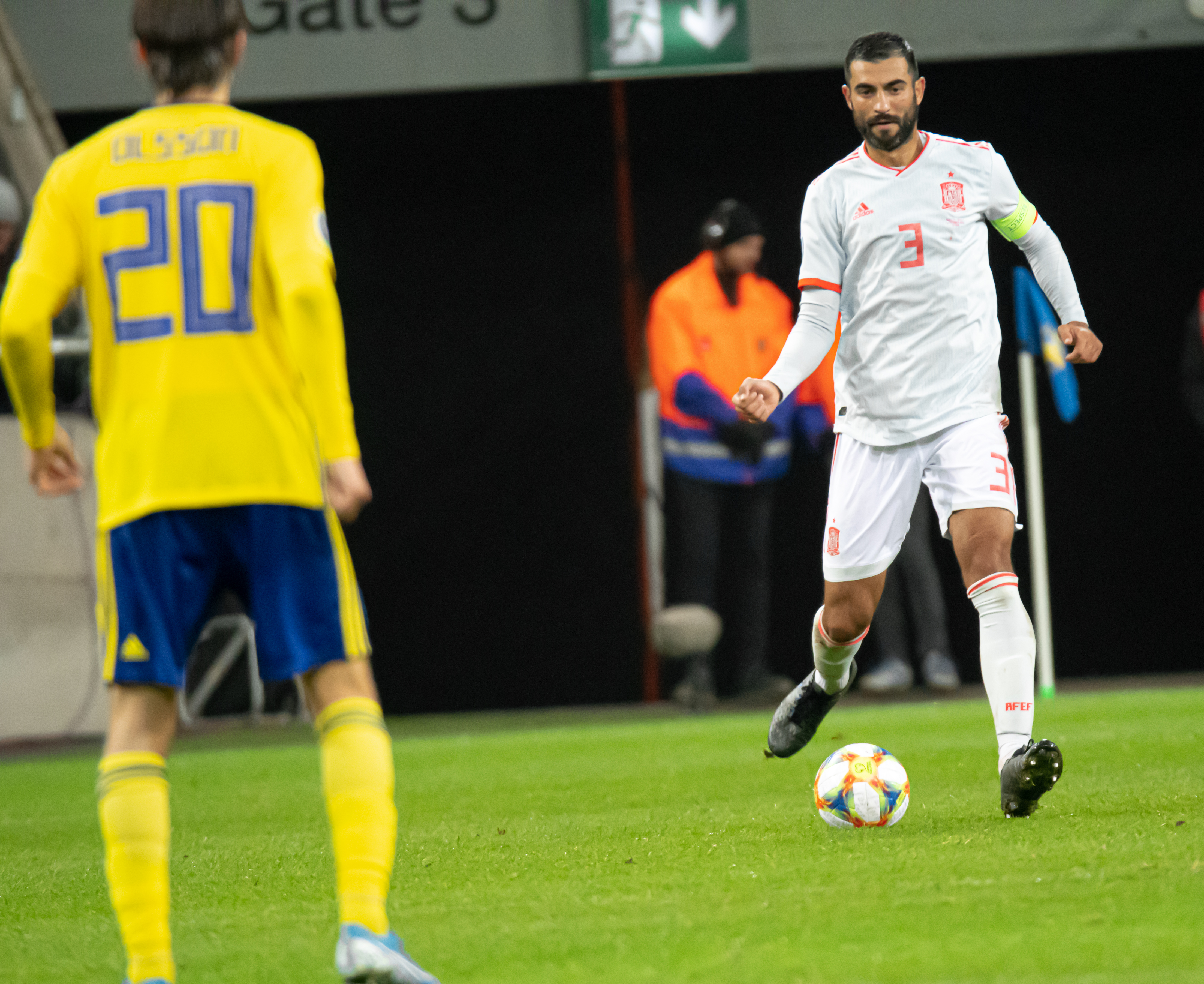
Raúl playing for Spain in 2019

Raúl Albiol Tortajada (spanskt uttal: [ra'ul al'bjol toɾta'xaða]), född 4 september 1985 i Vilamarxant, Valencia, är en spansk fotbollsspelare som spelar för Villarreal och det spanska landslaget. 
Albiols främsta styrka är hans flexibilitet, då han kan spela som mittback, högerback och defensiv mittfältare.

## Klubbkarriär

### Valencia
Albiol började med att spela fotboll i två småklubbar i Valencia innan han flyttade till den lokala storklubben Valencia CF precis innan sin 10:e födelsedag. Han gjorde sin A-lagsdebut den 24 september 2003, vid en ålder av  18 år och fyra dagar, i en match mot AIK i första omgången av UEFA-cupen, men tillbringade det första året fortfarande registrerad i B-laget.
I augusti 2004 när Albiol reste för att underteckna ett lånavtal med Getafe CF var han inblandad i en allvarlig bilolycka och fick sättas i intensivvård. Han lyckades återhämta sig helt och efter att ha återkommit i januari, var han en mycket viktig del säsongen 2004/2005 för Valencia. Han gjorde sin La Liga-debut den 15 januari 2005, i en 1-1-match mot Atlético Madrid och han gjorde mål två månader senare mot ett annat lag från huvudstaden, Real Madrid, i en 2-1-vinst. 
Albiol etablerade sig säsongen efter som förstahandsval på grund av hans mångsidighet. I öppningsmatchen av La Liga 2006/2007 gjorde han det avgörande målet (hans enda den säsongen) mot Real Betis, då matchen slutade 2–1. Han gjorde även ett långdistansmål mot Olympiakos den 12 september 2006, i Champions League där Valencia vann borta med 4–2. Under sin fjärde säsong i klubben spelade han 29 matcher och hjälpte Che till en vinst i Copa del Rey 2007/2008.

### Real Madrid
Den 25 juni 2009 gick Albiol till Real Madrid mot en avgift som tros vara cirka 15 miljoner euro, och blev den första spanska spelare som värvades av Florentino Pérez efter hans återkomst som president. Den 2 juli presenterades han officiellt på Santiago Bernabéu, då han fick ta emot tröja #18 från Rubén de la Red, som var frånvarande den säsongen på grund av skadeproblem (hjärtat).
Albiol gjorde sitt första mål för Merengues den 8 december i en 3–1-vinst över Olympique de Marseille i Champions League. Under säsongen 2009/2010 var han en ohotad startspelare för Real, främst på grund av Pepes knäskada.
Under säsongen 2010/2011 var Albiol förpassad till bänken då Real Madrid värvat in en ny spelare på hans position, Ricardo Carvalho (en landsman till den nyutnämnde tränaren José Mourinho), då han endast spelade i ligan på grund av skador eller avstängningar på lagkamrater (Pepe missade återigen flera matcher på grund av fysiska problem). I Copa del Rey hjälpte han Real att nå finalen. Den 26 januari 2011 i den första semifinalsmatchen mot Sevilla FC (bortavinst med 1–0), rensade han Luís Fabianos skott precis på mållinjen. Den 16 april blev han utvisad för att ha fällt före detta lagkamraten i Valencia, David Villa innanför straffområdet i El Clásico, vilket resulterade i det första målet i 1–1-matchen, vilket gjorde han missade finalen i Spanska cupen fyra dagar senare – en 1–0-vinst över samma motståndare.

### Villarreal
Den 4 juli 2019 värvades Albiol av Villarreal.

## Landslagskarriär
Efter att ha representerat Spaniens U21-landslag blev Albiol uttagen och spelade sin första match för A-landslaget den 13 oktober 2007 i en kvalmatch till EM 2008 mot Danmark (bortavinst med 3–1). I turneringens slutspel spelade han två matcher, en mot Sverige (där han byttes in istället för skadade Carles Puyol) och en mot Grekland.
Den nye förbundskaptenen Vicente Del Bosque inkluderade Albiol i sin trupp till Fifa Confederations Cup 2009 i Sydafrika. Han startade Spaniens första match tillsammans med Puyol som mittback, där Spanien vann med 5–0 över Nya Zeeland. 
Albiol blev uttagen till fotbolls-VM 2010 i Sydafrika, men spelade inte någon match då han skadat sig på en träning.

## Klubbstatistik
| Klubb              | Säsong             | Liga    | Liga | Cup     | Cup | Europa  | Europa | Totalt  | Totalt |
| Klubb              | Säsong             | Matcher | Mål  | Matcher | Mål | Matcher | Mål    | Matcher | Mål    |
| ------------------ | ------------------ | ------- | ---- | ------- | --- | ------- | ------ | ------- | ------ |
| Valencia B         | 2003/2004          | 35      | 2    | 1       | 0   | –       | –      | 36      | 2      |
| Valencia B         | Totalt             | 35      | 2    | 1       | 0   | 0       | 0      | 36      | 2      |
| Getafe             | 2004/2005          | 17      | 1    | 1       | 0   | 0       | 0      | 17      | 1      |
| Getafe             | Totalt             | 17      | 1    | 1       | 0   | 0       | 0      | 17      | 1      |
| Valencia           | 2005/2006          | 29      | 1    | 0       | 0   | 0       | 0      | 29      | 1      |
| Valencia           | 2006/2007          | 36      | 1    | 2       | 1   | 12      | 1      | 50      | 3      |
| Valencia           | 2007/2008          | 32      | 1    | 3       | 0   | 7       | 0      | 42      | 1      |
| Valencia           | 2008/2009          | 34      | 2    | 2       | 0   | 6       | 0      | 42      | 2      |
| Valencia           | Totalt             | 131     | 5    | 7       | 1   | 25      | 1      | 163     | 7      |
| Real Madrid        | 2009/2010          | 32      | 0    | 2       | 0   | 8       | 1      | 42      | 1      |
| Real Madrid        | 2010/2011          | 20      | 0    | 6       | 0   | 6       | 0      | 32      | 0      |
| Real Madrid        | 2011/2012          | 10      | 0    | 2       | 0   | 5       | 0      | 17      | 0      |
| Real Madrid        | 2012/2013          | 18      | 1    | 5       | 0   | 3       | 0      | 26      | 1      |
| Real Madrid        | Totalt             | 81      | 1    | 15      | 0   | 22      | 1      | 118     | 2      |
| Napoli             | 2013/2014          | 32      | 1    | 5       | 0   | 9       | 0      | 46      | 1      |
| Napoli             | 2014/2015          | 35      | 0    | 4       | 0   | 12      | 0      | 51      | 0      |
| Napoli             | 2015/2016          | 34      | 1    | 0       | 0   | 3       | 0      | 37      | 1      |
| Napoli             | Totalt             | 101     | 2    | 9       | 0   | 24      | 0      | 134     | 2      |
| Totalt i karriären | Totalt i karriären | 379     | 14   | 42      | 2   | 71      | 2      | 499     | 18     |

## Meriter

### Klubblag
Valencia
- Uefacupen: 2003/2004
- Spanska cupen: 2007/2008

Real Madrid
- La Liga: 2011/2012
- Spanska cupen: 2010/2011
- Spanska supercupen: 2011/2012

Napoli
- Coppa Italia: 2013/2014
- Supercoppa italiana: 2014

### Spanien
- EM-Guld 2008
- VM-Guld 2010
- EM-Guld 2012
- U19-EM: 2004

### Individuellt
- Premio Don Balón – Årets genombrott i La Liga: 2006

## Privatliv
- Albiol och hans Alicia fru har två döttrar, Azahara (född 16 mars 2009) och Alma (7 januari 2010).[8]

- Hans äldre bror, Miguel, är också en fotbollsspelare. En mittfältare som även utvecklades i Valencia där han spelade en ligamatch. Men främst representerade han Rayo Vallecano medan deras far, som också heter Miguel, spelat lägre ligafotboll mest med Benidorm CF, och spelat i två Segunda División-matcher för CE Sabadell FC säsongen 1979/1980.